# Vanegas
Vanegas är en ort i Mexiko.   Den ligger i kommunen Vanegas och delstaten San Luis Potosí, i den centrala delen av landet, 500 km norr om huvudstaden Mexico City. Vanegas ligger 1 739 meter över havet och antalet invånare är 7 902.
Terrängen runt Vanegas är en högslätt. Runt Vanegas är det mycket glesbefolkat, med 2 invånare per kvadratkilometer. Vanegas är det största samhället i trakten. Omgivningarna runt Vanegas är i huvudsak ett öppet busklandskap.